# 原住民族電視網
原住民族電視網（英語：Aboriginal Peoples Television Network，簡稱APTN），是加拿大的地區性廣播及有線電視網絡。APTN主要業務為播放和製作關於加拿大原住民的節目。APTN是全球第一個為原住民設立的電視台，其總部設於曼尼托巴省省会溫尼伯。原住民族電視網是世界原住民廣電聯盟成员之一，2008年3月开始高标清同播。

## 節目
APTN提供許多種類不同的原住民節目，如紀錄片、新聞雜誌、劇集、綜藝節目、兒童節目、烹飪、体育赛事和教育節目等。以使用的語言來分，約有56%的APTN節目是以英語播放，16%為法語，至於以原住民語言播出的節目則佔了約28%。

## 外部連結
- 官方網頁 （页面存档备份，存于）
- 廣播博物館